# Соловей Василь Федорович
Василь Федорович Соловей (8 березня 1941, с. Ярешки, Андрушівський район, Житомирська область — 23 серпня 2024) — український поет-шістдесятник.
Член Спілки письменників України (з 1999 р.). З 29.03.2001 — член Київської міської організації НСПУ.
Лауреат премії імені Володимира Сосюри (2013) за поетичну збірку «Ціловане відро Криничне» та поетичну книжку «Поля сповідуються небу» та премії імені Павла Тичини (2016).

## Життєпис
1961 року закінчив Київське річкове училище, нині Київська державна академія водного транспорту ім. Петра Конашевича-Сагайдачного. У 1962—1964 роках служив в армії. Згодом працював у Дніпровському пароплавстві. Відвідував літературну студію Миколи Сома «СУРМА» та літературну студію Дмитра Білоуса при видавництві «Молодь».
Одружений. Має сина Олеся та доньку Оксану.
Син — Соловей Олесь Васильович (23 липня 1969) — художник-живописець, Заслужений діяч мистецтв, член Національної спілки художників України, доцент, майстерня живопису та храмової культури Національної академії образотворчого мистецтва та архітектури.

## Творчість
Автор поетичних збірок:
- Соловей, Василь. Дзеркальна дуель [Текст]: [поезії] / Василь Соловей // Літературна Україна. — 2019. — 1 черв. (№ 21-22). — С. 12. — Зміст: Шлях ; У сховку ; До Лесі ; Київ — Торонто ; Поет ; Сосна ; Світає ; Околиця щастя ; Випробувальні кола ; «Така весна щемлива, пізня,…» ; «Сади цвітуть по Україні,…»
- Соловей, Василь. Вирій [Текст]: поема / Василь Соловей // Українська літературна газета. — 2019. — 25 жовт. (№ 21). — С. 10, 11
- Соловей, Василь. На Київ день одяг корону [Текст]: [поезії] / Василь Соловей // Українська літературна газета. — 2019. — 12 квіт. (№ 7). — С. 12, 13. — Зміст: Передзим'я ; Муза ; Компроміс ; Осіння жінка ; Хворість ; Тривога ; «На Київ день одяг корону» ; Любовний хміль ; «Час недоторканих оглядин,…» ; Нічний пляж ; [та ін.]
- Соловей, Василь.  Дзеркальна дуель [Текст]: поезія / В. Соловей // Літературна Україна. — 2019. — 1 черв. — С. 12. — Зміст: Шлях ; У сховку ; До Лесі ; Київ — Торонто ; Поет ; Сосна ; Світає ; Околиця щастя ; Випробувальні кола
- Соловей, Василь. Сповідь травневої ночі [Текст]: [поезії] / Василь Соловей // Українська літературна газета. — 2018. — 2 листоп. (№ 22). — С. 10
- Соловей, Василь.  «Петрові батоги», [Текст]: [поезія] / Василь Соловей // Українська літературна газета. — 2018. — 23 лют. (№ 4). — С. 10, 11. — Зміст: Херсонський степ ; День осінній ; Пектораль ; Спадок ; Селище цвинтаря ; Гончарний круг ; У Володимирському соборі ; «Сліпий туман завів дорогу в пастку.» ; Петрів батіг ; Байрам ; [та ін.]
- Соловей, Василь. На пленері [Текст]: [поезія] / В. Соловей // Українська літературна газета. — 2017. — 30 черв. (№ 13). — С. 12, 13
- Соловей, Василь.  За літами, друже, за літами… [Текст]: [поезія] / В. Соловей // Українська літературна газета. — 2016. — 24 черв. (№ 12). — С. 10, 11
- Соловей, В. Ф. Поля сповідуються небу: [вірші] / Василь Соловей. — Київ: Діокор, 2013. — 159 с. : іл., портр
- Соловей, Василь Федорович. Вибране: [вірші] / Василь Соловей ; [упоряд. і ред. О. Шевченко]. — К. : Дніпро, 2010. — 202, [5] с. : портр.
- Соловей, Василь.  Відкрито ворота на Київ [Текст]: поезія / В. Соловей // Київ. — 2009. — № 9. — С. 95-100 : портр. — Зміст: Мазепа ; Портрет ; На цвинтарі ; Ночівля ; Київський дощ ; Путівець ; Зраджені діти ; Сніги
- Соловей В. Крила роздоріж / В. Соловей. — К. : Вид-во Жупанського, 2008. — 104 с.,
- Соловей, В. Ф. Замовляння болю [Текст]: вірші / В. Ф. Соловей. — К. : Діокор, 2006. — 96 с.
- Соловей, Василь Федорович. Перезва: Вірші / [Ред. і упоряд. О.Шевченко]. — К. : Вид. центр «Просвіта», 2004. — 143 с. : іл.
- Соловей, Василь. Заблукані дзвони [Текст]: вірші / В. Соловей. — К. : Центр «Свобода слова»: Видавничий центр Кухарука, 1999. — 34 с.